# Kapitalzaur
Kapitalzaur (Capitalsaurus potens) – dinozaur z grupy teropodów (Theropoda).
Żył w okresie wczesnej kredy (ok. 124-112 mln lat temu) na terenach Ameryki Północnej. Długość ciała ok. 9 m, wysokość ok. 3,5 m, masa ok. 2 t. Jego szczątki znaleziono w USA (w stanie Maryland).
Opisany na podstawie jednego kręgu, który wykazuje podobieństwa do kręgów allozaura i dryptozaura.